# Elise Mahler (Künstlerin)
Elise Mahler (* 16. April 1862 in Unterstrass; † 30. September 1945 in Rheinau) war eine Schweizer Künstlerin der Art brut.

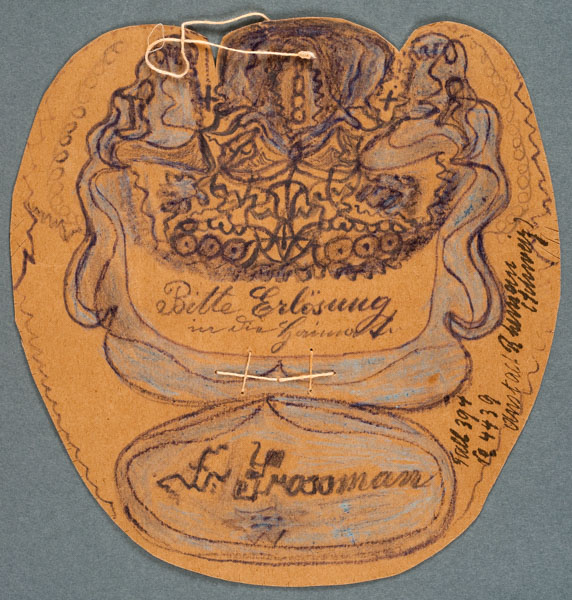
Bitte Erlösung in die Heimat (undatiert)

## Leben
Elise Mahler war eine Schneiderin in Zürich. Sie war unverheiratet und lebte bei ihren Geschwistern und deren Kindern. Im September 1916 wurde sie entmündigt. Von 1918 bis zu ihrem Tod 1945 lebte sie in der Anstalt Rheinau. Zuvor war sie mehrfach in der Psychiatrischen Universitätsklinik Zürich untergebracht, vermutlich auch im März 1893. 
Sie beklagte sich in ihren Werken bitter über die Zustände in der Anstalt Rheinau und forderte ihre Familie auf, sie zu befreien: «Bitte Erlösung in die Heimat», darunter stickte sie zwei Schweizer Kreuze, und auf die Rückseite schrieb sie: «Meinen Lohn. Famili Mahler von Unterstrass – Zürich ist ersucht um Gottes-willen die Elise Mahler aus diesem Hause zu erretten denn diese Mörderei, Leidensqualen sind unermesslich und gar nicht mein Heimatort. Menschen sind schlechter als Thiere!»

## Werk
Mahler nutzte für ihre Arbeiten, die zumeist von ihr als Grusskarten genutzt wurden, Verpackungen von Bohnerwachs, Stahlspänen oder andere Pappen, die sie fand. Daraus schuf sie Objekte mit organisch fliessenden Formen und verwandelte diese in zweidimensionale Vasen, Blumensträusse, Tiere oder Schmuckblätter. Sie nutzte Bleistifte, Kopierstifte, Wasserfarben, Farbstifte in Pastelltönen, aber auch ihr eigenes Blut oder Kot. Ihre Grusskarten richtete sie an ihre Familie oder das Klinikpersonal.
Sie interpretierte Elemente der Schweizer Volkskunst in ihren Werken abstrakt. Mit Ornamenten, Blüten, Blättern und Beeren hielt sie die Erinnerung an ihre Heimat wach und begrüsste mit dem Segen «Heil dir Helvetia» das Jahr 1923 in der Anstalt Rheinau. Es ist ein Zeichen ihrer innigen Verbundenheit mit ihrer Heimat. Mahler fertigte sich einen hohen Kopfschmuck als Reminiszenz an einen Trachtenhut. Einige ihrer Pappen wurden mit dünnen Fäden in ihrem Zimmer aufgehängt, möglicherweise befestigte sie sie auch an ihrer Kleidung. Der Begriff «Heimat» war für Elise Mahler sehr wichtig. Sie sehnte sich nach einem Leben in familiärer Geborgenheit, mit den Traditionen der Schweiz. Dies brachte sie in ihren Werken stets zum Ausdruck.
Die Zustände in der Anstalt waren für Mahler kaum erträglich. Sie beschwerte sich bei der Direktion der Anstalt:

«Es kann nicht länger so bestehn mit
der Personen, derer Verfügung mit all den Leuten, es sei zu Tische mit der Eßwaren,
die fast nur wie den Säuen servirt werden u. daß die Leute sollen fett sein zum Gespöt
der Wärterinen. Diese Aufwärterinnen wollen nur sich sauber u. schön kleiden daß
schön scheinen vor den Herren, aber würden den Leuten die grausigsten Eßen geben,
wens nur an Stellen sein könen hier, es hat gar kranke Weiber hier, die nie Mund
waschen, und die dan oft schmiren an dem Eßen Löfeln u. Schüßeln, u, von solchen
Kranken sollte Ich Mich krank erbrechen, was Ich schon mangsmal gesehn, daß die
Wärterinen von ekeln-haften eßen nehmen und Andern geben u. die grausigen Schöpflöffel u. Gablen [?] nicht gesund sind. Austritt verlange Mein Lohn verlange von dieser Mörder hütte.»

Es ist nicht überliefert, wie oder ob auf ihre Beschwerde eine Reaktion erfolgte. Es wurde zudem wenig über Mahler notiert. Erhalten ist das ärztliche Urteil über die Arbeit von Elise Mahler, es wurde als «skurril und verschroben» bezeichnet. Von ihren Werken wurden 36 Bilder und Texte nach Heidelberg an die Sammlung Prinzhorn geschickt. Ihre eigentlichen Adressaten erreichten sie somit nicht. Selbst ihre eindringlichen Worte: «Drohung! Sofort Änderung – die Wärter u. Wärterinnen u. Kostleute quälen mich mörderisch» wurden von Hans Prinzhorn nur als originelles Artefakt betrachtet.

## Ausstellungen
- Irre ist weiblich. Wanderausstellung: Sammlung Prinzhorn Heidelberg 2004, Altonaer Museum Hamburg 2005, Kunstmuseum des Schweizer Kantons Thurgau in der Kartause Ittingen in Warth 2005.[2]
- Gewächse der Seele – Pflanzenfantasien zwischen Symbolismus und Outsider Art. Berlin 2019.[5]
- Flying High. Kunstforum Wien in Wien, 2019.[6]